# Calamus dasyacanthus
Calamus dasyacanthus là loài thực vật có hoa thuộc họ Arecaceae. Loài này được W.J.Baker & al. mô tả khoa học đầu tiên năm 2003.